# Gary Lightbody

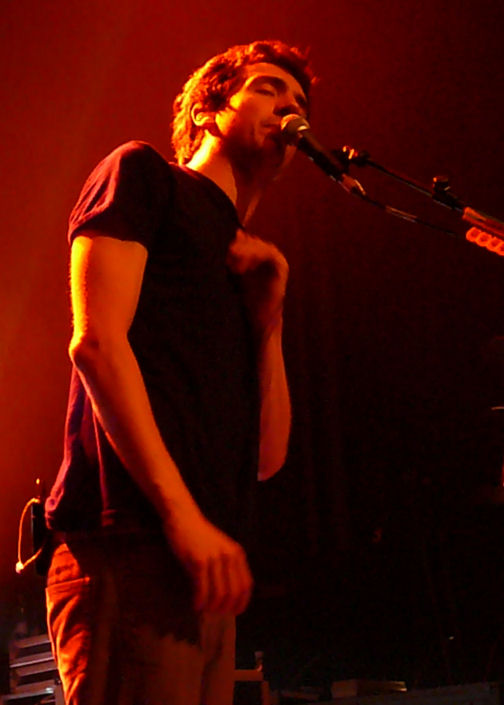
Gary Lightbody

Gary John Lightbody (Bangor, Irlanda del Norte; 15 de junio de 1976) es un músico de Irlanda del Norte, más conocido como el líder de la banda de rock alternativo "Snow Patrol".

## Carrera musical
Después de asistir a la escuela Campbell College y Rockport, se mudó a Dundee (Escocia) en 1994 para asistir a la Universidad de Dundee junto con su hermano Ricardo. Es aquí donde formó la banda Polar Bear con su compañero Mark McCelland, también de Irlanda del Norte. Inicialmente a la batería estaba Richard Collburn de Belle and Sebastian, luego Jonny Quinn. El batería y técnico de percusión Ian Archer también hizo algunas colaboraciones.
La banda pasó a llamarse Snow Patrol porque una banda americana llamada así enfrentó una acción legal.

## Snow Patrol
Lightbody formó la banda en 1994 con Mark McCelland. La banda, con sus siete primeros años de existencia (incluido el batería Jonny Quinn) ha publicado dos álbumes (Songs For Polarsbears y When It's All Over We Still Have To Clear Up) y una gira con bandas como The Levellers, Ash y Travis. Su tercer álbum, Final Straw, lo produjo el productor Garret "Jacknife" Lee, que pasó a producir también a U2. Tras el éxito de Final Straw, la banda encabezada de nuevo en el estudio para grabar el próximo álbum, Eyes Open, que fue nuevamente producido por Lee. A finales del 2008 lanzaron su quinto álbum titulado A Hundred Million Suns también producido por Lee.

## Proyectos y Colaboraciones
Lightbody es una fuerza motriz en la formación del supergrupo escocés The Reindeer Section, formado por 47 músicos de 20 bandas. Este centro ha publicado dos álbumes - Y'All Get Scared Now, Ya Hear!, en 2001, y Son of Evil Reindeer, en 2002.En 2005 fue incluido en otro musical incluido, The Cake Sale, formado por Brian Crosby para recaudar fondos y conciencia para que Irlanda haga la campaña Comercio con Justicia. Él se asoció con Lisa Hannigan para interpretar "Some Surprise", una canción por Paul Noonan de Bell X1. Su más reciente proyecto es Listen...Tanks!, una banda de rock naponeólica con la colaboración de Garret "Jacknife" Lee.
Ian Archer contribuyó en la banda. Además de trabajar en Snow Patrol y en otros proyectos materiales. Lightbody ha prestado su voz y talento a la banda Mogwai (un sencillo de Rock Action). Lightbody ha contribuido también a la voz de Freelance Hellraisers Waiting for Clearance álbum debut de 2006, programado para primavera de 2008. Además ha producido una canción Just Say Yes para el álbum debut Her Name is Nicole... de Nicole Scherzinger establecido para una puesta en venta el 29 de enero de 2008. Nuevamente ha formado un nuevo grupo alterno a snow patrol llamado Tired Pony con colaboraciones de Peter Buck (guitarrista de R.E.M.), Richard Colburn (baterista de Belle & Sebastian), Tom Smith (líder de Editors) y Zooey Deschanel (She & Him).
Colaboró con Taylor Swift en una canción llamada The Last Time la cual viene en el álbum "Red" del 2012.

## Escritor
Lightbody empezó escribiendo canciones a los 15 años en una pequeña habitación bajo la cocina de la casa de su familia. Tuvo limitadas lecciones de guitarra dónde aprendió lo más básico del instrumento. Escogió no continuar cuando sintió que uno no debería saber un instrumento por fuera, prefirió inventar que usar una fórmula. Hoy, no es muy aficionado de sus primeras canciones y piensa que apestan. Su estilo al escribir canciones era muy rudimentario. Siente que la forma de escribir una canción honesta es el ser simple, y que tratando de complicar los métodos se distorsiona el mensaje. Cree que la banda siempre ha tratado de mantener las cosas tan "simples y puras" como sea posible y que ha escrito desde el corazón.
Generalmente las letras de Lightbody tratan sobre el amor. Se considera a sí mismo como una persona educada y ha tratado de escribir canciones con esos temas, pero evita los que considera torpes. Lightbody generalmente escribe sobre eventos que le hayan pasado, y dice que todas las canciones de sus primeros dos álbumes; "Polarbears" y "When it's al over we still have to clear up" fueron escrites sobre experiencias personales. A veces en sus letras se critica a sí mismo. Ha citado "Chocolate" como ejemplo, ya que la escribió después de haber engañado a su novia. Él también considera escribir como una terapia para él mismo.
La escritura de canciones de Lightbody le ha ganado muchas alabanzas. En octubre de 2009, reveló que cierta "figura publica" que él prefería que permaneciera inombrada, le dijo que la banda había escrito canciones que eran comunes en el mundo de hoy, y que las canciones de Snow Patrol se habían convertido en una parte de la conciencia pública. Él comparó su trabajo al de artistas como Frank Sinatra y los Beatles. Lightbody se da cuenta de esto, citando a personas cantando sus canciones en programas de Reality show como un ejemplo.

## Influencias
Los álbumes, Final Straw y Eyes Open, fueron influenciados por Lightbody en la propia infidelidad y contienen canciones dedicadas a su exnovia.

## Guitarras
- Gibson SG
- Fender Telecaster Thinline
- Fender Telecaster Deluxe
- Fender Telecaster Standard
- Gibson Les Paul Deluxe

## Amplificadores
- Marshall 1960A Cab
- Marshall JCM800 2203
- Marshall 3315 Transistor Amp
- Mesa Boogie

## Efectos
- BOSS TU-2 Tuner
- BOSS TR-2 Tremolo
- BOSS CS-3 Compression Sustainer
- Dos BOOS SD-1 Super Overdrives
- BOSS GE-7 Ecualizador